# Pauluskirche (Pfeffingen)

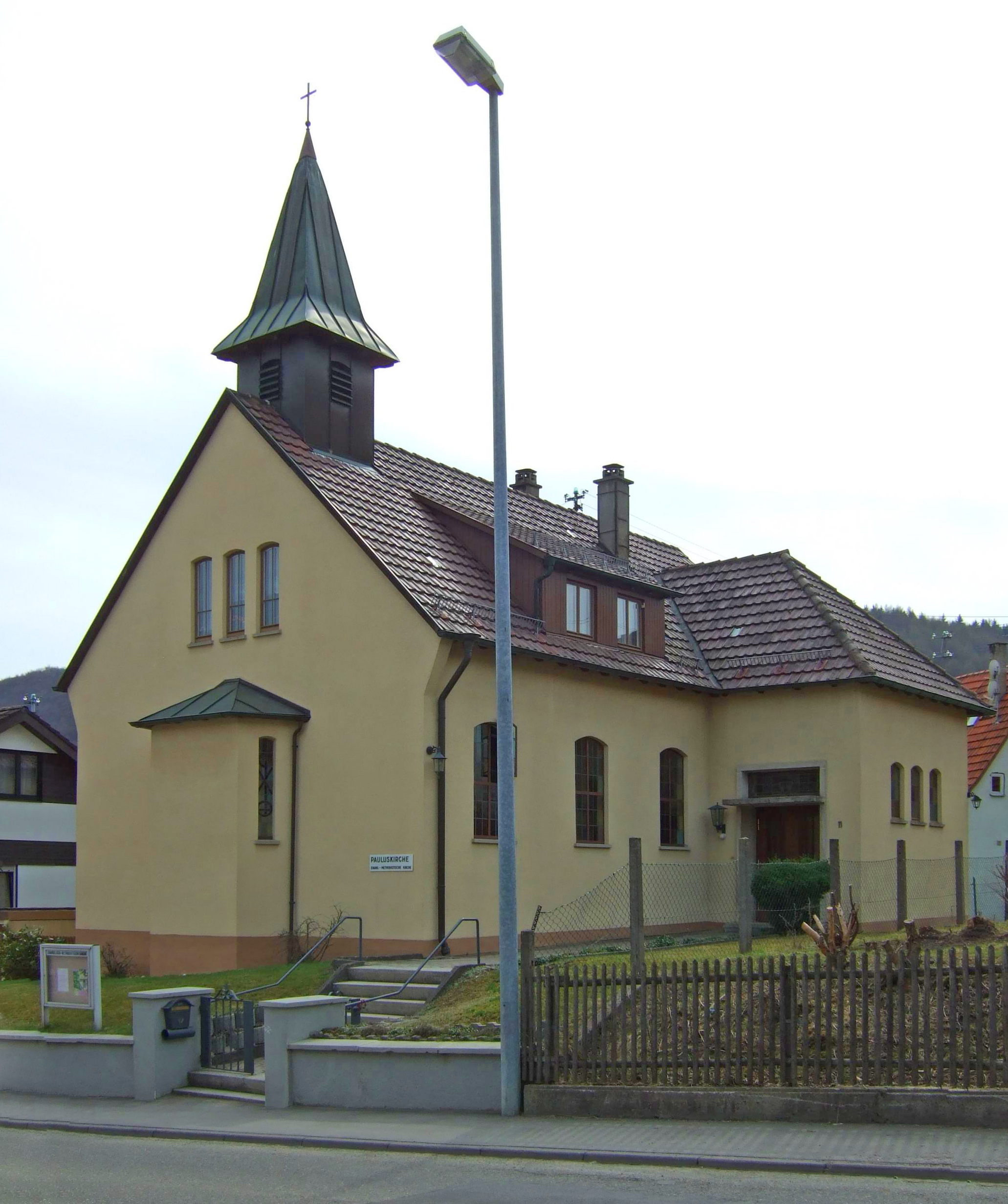
Pauluskirche Pfeffingen

Die Pauluskirche ist ein Kirchengebäude in Pfeffingen, einem Stadtteil von Albstadt im Zollernalbkreis in Baden-Württemberg. Die zuvor evangelisch-methodistische Kirche dient heute einem Tierbestattungsunternehmen als Betriebsgebäude und Raum für Gedenkveranstaltungen.

## Lage
Die Pauluskirche steht auf dem Grundstück Onstmettinger Straße 11 und ist ein schlichter Kirchbau mit Dachreiter für das Geläute und einer Grundfläche von ca. 16 mal 8,5 Meter. Mit einer Schiebewand können großer Saal und kleiner Saal geteilt werden. Die Innenhöhe des Kirchsaales beträgt ca. 3,60 Meter.

## Geschichte
Die evangelisch-methodistische Gemeinde in Pfeffingen ist seit 1928 aktiv. Als Raum für den Gottesdienst diente seit 1930 ein Anwesen, überliefert als „Hinterhaus in der Niederen Strasse“. Im Jahr 1950 wurde der Bauplatz für die spätere Kirche erworben. Nach Beginn der Planungen am 19. März 1955 wurde am 1. Mai 1955 der Grundstein für die Pauluskirche in der Onstmettinger Straße gelegt. Die Einweihung fand Ende 1955 statt.
Im Jahr 1992 wurde die Pauluskirche auf der Westseite um einen Anbau mit Küche und modernen Sanitäranlagen erweitert und eine Fertiggarage aufgestellt.
Im Jahr 2017 beschloss die evangelisch-methodistische Kirchengemeinde Albstadt die Aufgabe der Pauluskirche und einer weiteren Kirche. Die schwindende Gemeinde kommt nun gesammelt in Albstadt-Ebingen (Häringstein) und in Meßstetten zum Gottesdienst zusammen. Aus Rücksicht auf die seit über 40 Jahren in der Dienstwohnung im Obergeschoss lebende Mesnerin wurde vom Verkauf der Kirche zunächst abgesehen.

## Umwidmung
Ein letzter Gottesdienst mit der Entwidmung fand am 30. Juli 2023 statt, nach der Kirchenschließung wurde das Gebäude verkauft. Der Profanierung wohnten rund 50 Gemeindeglieder bei.
Das Kirchengebäude dient heute einem Tierbestattungsunternehmen als Betriebsgebäude und als Raum für Menschen, die sich von einem Tier verabschieden wollen. Angeboten werden Trauerbegleitung durch Zeremonien, Gedenkveranstaltungen und Hilfestellung bei der Haustierbestattung.
Einzelne Theologen üben an der neuen Nutzung des Kirchengebäudes deutliche Kritik.